# Muzio Scevola
Muzio Scevola (títol original en italià, en català Muzio Scevola), Händel-Werke-Verzeichnis 13, és una obra dramaticomusical en tres actes composta  per Filippo Amadei, Giovanni Bononcini i Georg Friedrich Händel sobre un llibret en italià de Paolo Rolli. Es va estrenar el 15 d'abril de 1721 al Her Majesty's Theatre de Ciutat de Westminster.